# Tatort: Totenmesse
Totenmesse ist ein Fernsehfilm aus der Kriminalreihe Tatort der ARD, des ORF und SRF. Der Film wurde vom MDR am 20. Mai 2001 erstmals ausgestrahlt. Es handelt sich um die Tatort-Folge 471. Für Kriminalhauptkommissar Bruno Ehrlicher und seinen Kollegen Kain ist es der fünfte Fall, den sie in Leipzig ermitteln.

## Handlung
Hagen Peukert von der Urban Invest AG ist unzufrieden mit der altbackenen Filmpräsentation der Messe Leipzig. Sein Mentor Caspar Freyberg sieht nicht nur das Schlechte, überlässt das Feld aber Peukert. Gemeinsam besuchen sie Architekt Martin Frings, der gehörig unter Druck steht – immerhin hat er Heuschnupfen und die Steuerfahndung im Haus, wie er seiner Buchhalterin Margit Baumann gegenüber äußert. Freyberg fordert gegenüber Frings eine günstigere Lösung für die Dachkonstruktion.
Margit Baumann verlässt das Architekturbüro mit einem süffisanten Grinsen und führt ein typisches Erpressergespräch mit sehr teuren Modelabels im Hintergrund. Nachdem ihre finanziellen Forderungen unverschämt werden, schreitet ein unbekannter Mann zur Tat und stößt sie vom Balkon des 6. Stocks.
Nach einem vergeblichen Anruf bei seiner Geliebten Susanne Scheffler trifft Hagen Peukert seine trauernde Frau Claudia zuhause an – zieht sich aber wortlos zurück und weist sie danach ab. Seine Geliebte macht große Pläne mit ihrem Freund Markus Ringwald und kann für die Idee, mit Hagen Peukert nach New York zu gehen, keine große Begeisterung entwickeln. Trotzdem treibt sie das Doppelspiel weiter, beglückt Hagen Peukert und stößt Markus Ringwald vor den Kopf, der zufällig währenddessen in ihre Wohnung kommt.
Martin Frings gibt gegenüber den beiden Kommissaren zu, dass er am besagten Abend bei Margit Baumann in der Wohnung gewesen sei, wo er sie bezüglich der Geldunterschlagung zur Rede stellen wollte, die durch die Steuerprüfung herauskam. Mehr könne er dazu nicht sagen.
Mit untrüglichem Gespür konfrontiert Ehrlicher Freyberg, dass doch eigentlich er und nicht der wesentlich jüngere Peukert der geeignete Mann für den Vorstandsposten in New York sei. Freyberg gibt eine wenig überzeugende Antwort. Nach der Nominierung Peukerts als Vorstand besuchen er und seine Frau Claudia das Grab der vor drei Jahren verstorbenen Tochter Mareike. Claudia Peukert ist erleichtert, in New York Abstand zu den Geschehnissen zu bekommen. Ihr Mann kann das nicht mehr hören und rennt stante pede zu seiner Geliebten, die „Ja“ zu New York sagt.
Kurze Zeit später belegen anonym zugesandte Unterlagen, dass Susanne Scheffler von Frings auf Peukert angesetzt wurde. Am nächsten Morgen wird Susanne Scheffler tot im Schoß von Ringwald aufgefunden, der ein großes, blutiges Küchenmesser in seiner Hand hält. In der Musik-CD-Sammlung finden Kain und Ehrlicher ein inniges Foto von Scheffler mit Peukert. Peukert spricht von einer „flüchtigen Affäre“ und bekommt ein Alibi von Freyberg, der in seiner Jagdhütte ein Video vom Unfall Mareikes aufbewahrt und Ehrlicher zeigt.
Peukert quittiert seinen Dienst, Frings, protegiert durch Freyberg, feiert, nur die Kommissare sind noch keinen Schritt weiter. Durch einen Strafzettel kommt Peukert Freyberg auf die Schliche und bedroht ihn mit der Schrotflinte in der Jagdhütte. Die Kommissare können ihm folgen und beide festnehmen. Walters Flusensieb und der teure Pullover überführen Freyberg für den Balkonsturz von Margit Baumann. Ehrlichers Scharfsinn überführt Claudia Peukert für den Mord an Susanne Scheffler.

## Rezeption

### Einschaltquoten
Bei seiner Erstausstrahlung am 20. Mai 2001 wurde die Folge Totenmesse in Deutschland von 7,43 Millionen Zuschauern gesehen, was einem Marktanteil von 25,1 Prozent entsprach.

### Kritik
Die Kritiker der Fernsehzeitschrift TV Spielfilm urteilen topp: „Komplexer Fall mit stimmigen Figuren.“
Die Rezension bei kino.de schreibt von einer „spannend-vertrackten Handlung in einer amoralischen Wirtschaftswelt.“